# Élément déclencheur
Dans un récit, l'élément déclencheur ou élément perturbateur est, dans le schéma narratif, la suite de la situation initiale, il engendre les péripéties. Dans un récit écrit au passé, le temps utilisé est fréquemment le passé simple[réf. nécessaire]. Généralement, on préférera un temps exprimant un aspect imperfectif[réf. nécessaire].  